# Mirra Alfassa

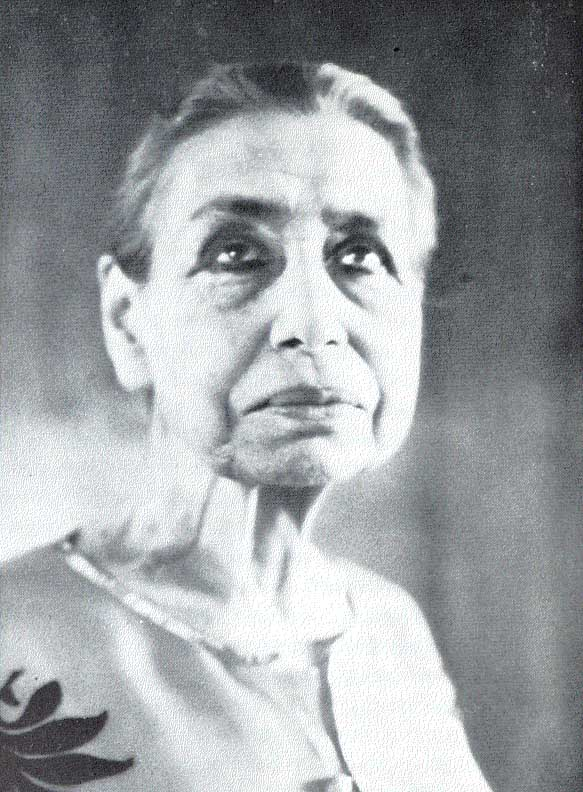
Mirra Alfassa

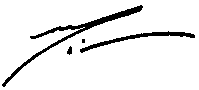
Unterschrift von Mirra Alfassa

Mirra Alfassa, auch Mira Alfassa, bekannt als The Mother / Die Mutter, (* 21. Februar 1878 in Paris; † 17. November 1973 in Puducherry) war die spirituelle Partnerin des Philosophen und Yogi Sri Aurobindo. Sie ist die Begründerin des Projekts Auroville und konzipierte das Matrimandir.
Mirra wuchs in Frankreich auf. Sie war türkisch-ägyptischer Abstammung (Sephardin) und mit dem jüdischen Geschlecht der Alfassa verwandt. Am 29. März 1914 kam sie zum ersten Mal nach Puducherry, wo sie Aurobindo traf. 1920 ließ sie sich endgültig im Ashram nieder. Nachdem sich Sri Aurobindo am 24. November 1926 gänzlich aus der Öffentlichkeit zurückgezogen hatte, trug sie die Verantwortung für die Organisation des Ashrams und übernahm nach seinem Tod ab 1950 die Führung. Mirra Alfassa war der erste Mensch aus dem Westen, der in Indien als Guru verehrt wurde.

## Schwierigkeiten einer angemessenen Biografie
Da das Leben Mirra Alfassas sehr spirituell und okkult geprägt war, erscheinen ihre Aussagen und Erlebnisse dem nüchternen westlichen Verstand oft unglaubwürdig bis phantastisch. Sie selbst schrieb nie eine Biographie, insgesamt sind nur wenige schriftliche Zeugnisse aus ihrer Hand bekannt. Dennoch gibt es nicht wenige biografische Informationen, die in Aufzeichnungen ihrer Gespräche mit Schülern zu finden sind, teilweise auch in ihrer Korrespondenz und in Veröffentlichungen des Sri Aurobindo Ashrams.

## Elternhaus und Jugendzeit
Mirra kam am 21. Februar 1878 in Paris, Boulevard Haussmann Nr. 62, zur Welt. Ihr Vater Maurice war türkisch-persischer Abstammung und von Beruf Bankier; die Mutter Mathilde Ismaloum stammte aus Ägypten. Mirra hatte einen älteren Bruder namens Matteo. Die Familie war ein Jahr zuvor nach Frankreich emigriert.
Im Alter zwischen elf und dreizehn Jahren wurden ihr nach eigenen Angaben in einer Serie von psychischen und spirituellen Erfahrungen die Existenz Gottes sowie die Möglichkeiten einer Vereinigung mit ihm offenbart.
Die junge Mirra erhielt Unterricht in Mathematik, lernte Klavierspielen und besuchte mit 14 Jahren das Atelier von Gustave Moreau, um Kunst zu studieren. Hier begegnete sie auch ihrem ersten Ehemann, Henri Morisset, einem Kunststudenten.

## Die Zeit vor Aurobindo
1897 heiratete sie Henri Morisset, im nächsten Jahr wurde ihr Sohn André geboren. Um 1904 herum begegnete sie dann in ihren Träumen nach eigener Aussage einer dunklen asiatischen Gestalt, die sie Krishna nannte. Sie berichtete, Krishna habe sie in ihrem Tagesablauf innerlich geführt, sie habe blindes Vertrauen zu ihm entwickelt und gehofft, ihn eines Tages im wirklichen Leben zu treffen. Um 1906 gründete sie in Paris eine Gruppe spirituell Suchender, die sich L’Idée Nouvelle nannte. 1908 wurde sie von Henri Morisset geschieden und heiratete um 1910 Paul Richard. Dieser hatte im April 1910 Sri Aurobindo in Puducherry getroffen. Er war dorthin gereist, um sich in den französischen Senat von Puducherry wählen zu lassen. Hierdurch vernahm Mirra erstmals etwas von Sri Aurobindo.

## Zusammentreffen mit Sri Aurobindo

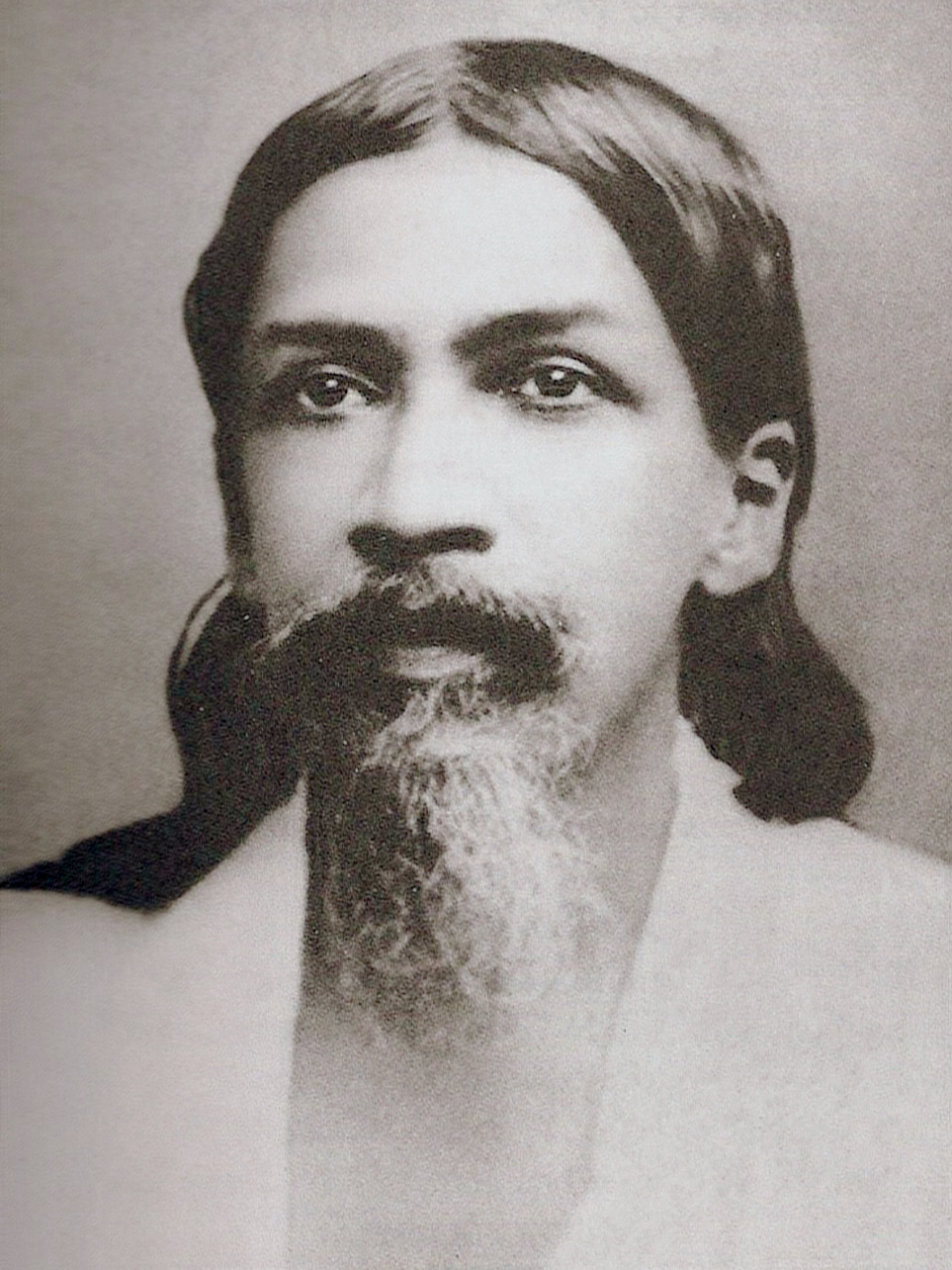
Sri Aurobindo

Am 29. März 1914 kamen Paul und Mirra mit dem Dampfer Kaga Maru nach Puducherry. Damals lebte Sri Aurobindo in der Rue François Martin 41, dem so genannten „Gästehaus“, wo er morgens Besucher empfing, nachmittags eine Gruppenmeditation stattfand und abends Gastgeber zwangloser Zusammentreffen mit seinen ältesten Schülern war.
Als Mirra erstmals Sri Aurobindo erblickte, erkannte sie in ihm die Person, die sie in ihren Visionen als dunkle asiatische Gestalt gesehen hatte und als „Krishna“ bezeichnet hatte. Am nächsten Tag notierte sie in ihr Tagebuch: „Es ist nicht schlimm, dass Tausende von Wesen in Dunkelheit gefallen sind. Er, den wir gestern sahen, ist auf Erden. Seine Gegenwart ist ausreichend, um uns zu versichern, dass eines Tages die Wahrheit hier herrschen wird.“ Sie sagte zudem, dass damals, als sie erstmals Sri Aurobindo begegnete, ihre Gedanken zu laufen aufhörten und ihr Verstand ruhig wurde und Stille sich auszubreiten begann und dass sie damals 20 Minuten in völliger Stille zu seinen Füßen gesessen habe.
Paul Richard hatte Sri Aurobindo vorgeschlagen, eine Zeitschrift über Philosophie herauszugeben. Am 15. August 1914, dem Geburtstag von Sri Aurobindo, erschien die erste Ausgabe der „Arya“. Mirra und Paul wohnten in Puducherry bis Februar 1915. Wegen des Ersten Weltkriegs kehrten sie nach Paris zurück und blieben ein Jahr in Frankreich.

## Japan
Da Paul Richard einen Auftrag der französischen Regierung in Japan annahm, zog Mirra mit ihm dorthin, wo sie zusammen vier Jahre lebten, zunächst in Tokio (1916–1917), dann in Kyoto (1917–1918). Begleitet wurden sie von der Engländerin Dorothy Hodgson. Hodgson hatte Mirra in Frankreich kennengelernt und sah sie als ihre Lehrmeisterin an. Während des Aufenthalts nahm Mirra japanische Lebensart an und besuchte viele Pilgerstätten des Buddhismus. 1919 begegnete sie dem bengalischen Dichter und Literaturnobelpreisträger Rabindranath Tagore, der zufällig im selben Hotel wohnte und ihr eine Schreibmaschine schenkte, die er zuvor benutzt hatte.

## Rückkehr nach Puducherry
Am 24. April 1920 reisten Mirra und Paul, diesmal in Begleitung von Dorothy Hodgson, erneut nach Puducherry. Um in der Nähe von Sri Aurobindo zu sein, zogen sie am 24. November in das Gästehaus in der Rue François Martin. Paul blieb allerdings nur kurze Zeit und zog dann ein Jahr lang als Sannyasin durch Nordindien. Eine Weile danach leitete er die Scheidung ein, später heiratete er erneut.
Nach Angaben von Sri Aurobindo gelang es damals, das Übermental (Overmind) auf die Ebene des Vitalen herabzubringen. Mirra schien demnach einen Körper von 18 oder 20 Jahren zu haben, er selber habe vor Gesundheit gestrotzt. Als sie dann aber das Übermental zur Arbeit im Bereich des Unbewussten brachten, seien diese Veränderungen verloren gegangen. Dorothy Hodgson nahm den Namen Datta an.
Im Januar 1922 begann Mirra mit regelmäßigen Abendgesprächen und Gruppenmeditationen. Im September oder Oktober desselben Jahres zogen sie und Aurobindo in das Haus Nr. 9 in der Rue de la Marine, wo Aurobindo weiterhin die Abendversammlungen mit seinen ältesten Schülern abhielt und wo Mirra ihre Gespräche und Meditationen veranstaltete. Als die Anzahl der Schüler immer größer wurde, organisierte Mirra auf Wunsch der Sadhaks das, was später der Ashram wurde.

## Die Mutter
Am 24. November 1926 (Siddhi Day) berichtete Sri Aurobindo, er habe eine bedeutende Erfahrung gehabt, in welcher die Ebene des Übermentals (Overmind) verwirklicht und zur Erde herabgebracht worden sei. Er nannte es das Übermental Krishnas. Dies wurde der Anlass und offizielle Zeitpunkt der Gründung des Sri Aurobindo Ashrams. Zu jener Zeit lebten 24 Schüler im Ashram.
Im Dezember desselben Jahres zog sich Aurobindo vollständig aus der Öffentlichkeit zurück. Er sah in Mirra nun die Göttliche Mutter und instruierte seine Schüler, das Gleiche zu tun. Er teilte seinen Schülern mit, dass von nun an die Mutter die volle Verantwortung für den Ashram übernehme und er in vollkommener Zurückgezogenheit leben wolle. Den Kontakt mit den Schülern hielt er durch schriftliche Korrespondenz aufrecht. Mirra berichtete später, dass Aurobindo vor dieser Erklärung sie nicht von seiner Absicht informiert habe. Sie habe diese Nachricht zusammen mit den Schülern zum ersten Mal vernommen. Aurobindo lebte von nun an in der Abgeschiedenheit seines Zimmers im ersten Stock des Ashram-Hauptgebäudes, bis er 1950 verstarb.
Im Zweiten Weltkrieg erklärten Aurobindo und die Mutter ihre Unterstützung für die Alliierten. Sie sagten später, dass ein Sieg der Nazis ein Desaster für ihre spirituelle Arbeit gewesen wäre und dass sie mit den ihnen zur Verfügung stehenden Kräften Einfluss auf den Verlauf des Kriegs genommen hätten.

## Körperliche Transformation
1950 fühlte Sri Aurobindo nach eigenen Angaben, dass es Zeit war, seinen physischen Körper zu verlassen, um auf einer nichtphysischen Ebene zu arbeiten, wo er glaubte, wirksamer sein zu können. Die Mutter berichtete dazu, er habe in seinem Körper eine große Menge supramentaler Energie gesammelt gehabt, als er seinen Körper verließ. Sie habe neben seinem Bett gestanden, als, so wörtlich, in einer höchst konkreten Art und Weise – konkret mit solch einer starken Empfindung, dass man glauben konnte, es zu sehen – all diese supramentale Kraft, die in ihm war – von seinem Körper in meinen überging.
Nach Aurobindos Weggang nahm die Mutter sich nach eigener Aussage die Verwirklichung ihres Versprechens gegenüber Aurobindo vor, selbst die physische Transformation zu erreichen. Am 29. Februar 1956 („Golden Day“) gab sie dann bekannt, sie habe eine spirituelle Erfahrung gemacht, in welcher sie eine weite, goldene, kosmische Form gehabt habe und das goldene Tor aufgebrochen sei, welches das Universum vom Göttlichen trenne und es der göttlichen Kraft erlaube, in einem ununterbrochenen Fluss zur Erde zu strömen. Etwa zwei Monate später, am 24. April, verkündete sie: „Die Offenbarung des Supramentalen auf Erden ist kein Versprechen mehr, sondern eine lebendige Tatsache“.
Von 1960 bis zu ihrem Ableben 1973 führte die Mutter fast wöchentlich Gespräche mit ihrem Schüler Satprem. Hier besprach sie den Fortgang der von ihr erlebten persönlichen Transformation, aber auch Weltereignisse. Es ging um das neue Wirken des supramentalen Bewusstseins in der Welt, ihre Visionen eines neuen Menschen, ihre früheren Lebenserfahrungen einschließlich spiritueller Vorgänge, Veränderungen in den Funktionen ihres physischen Körpers und viele weitere Themen. Diese Gespräche wurden nahezu alle aufgezeichnet und veröffentlicht.

## Der Ashram
Die Mutter hatte nach Aurobindos Weggang die doppelte Aufgabe, den Ashram äußerlich zu organisieren und eine innere Führung für die Sadhaks zu sein. In den ersten Jahren kam sie täglich morgens auf den Balkon, um den Tag mit Segenswünschen einzuweihen. Sie traf auch jeden Morgen mit den Verantwortlichen der verschiedenen Bereiche des wachsenden Ashrams zusammen. Abends um halb sechs leitete sie dann die Meditation und traf mit nahezu allen Sadhaks zusammen. Berichtet wird, dass die Mutter, da sie gerne Sari trug, eine Sammlung von rund 500 Stück besaß. Als ihr eines Tages 100.000 Rupien für einen Sari angeboten wurden, habe sie die Sadhakas zusammengerufen und ihre Kleidungsstücke verkauft, um damit einen Fonds für den Ashram anzulegen.
1943 rief die Mutter die Ashram-Schule ins Leben, aus der später das Sri Aurobindo International Centre of Education hervorging, ein modellhaftes, alternatives Erziehungs- und Schulsystem mit dem Anspruch, internationalen Standards gerecht zu werden. Aurobindo hatte von Anfang an ihre Idee unterstützt, denn er war von der Nützlichkeit einer solchen Stätte zur Realisierung einer neuen Weise der Erziehung, des Lernens und der Persönlichkeitsentwicklung überzeugt. Die Mutter leitete die Entwicklung dieses Bereichs selbst und investierte viel Zeit und Kraft in diese Arbeit. 1949 wurde die erste Ausgabe des Bulletin of Physical Education veröffentlicht.
Bereits seit die Mutter Frankreich in Richtung Japan verlassen hatte, war sie durch Briefe in Kontakt mit ihrem Sohn André Morisset geblieben. Auf diese Weise ließ sie ihn auch an der Entwicklung des Ashrams und ihres Yoga-Wegs teilhaben. Er interessierte sich mehr und mehr für den Ashram, aber ein Besuch wurde zunächst durch den Ausbruch des Zweiten Weltkriegs verhindert. Erst im Jahre 1949 kam er schließlich nach Puducherry.

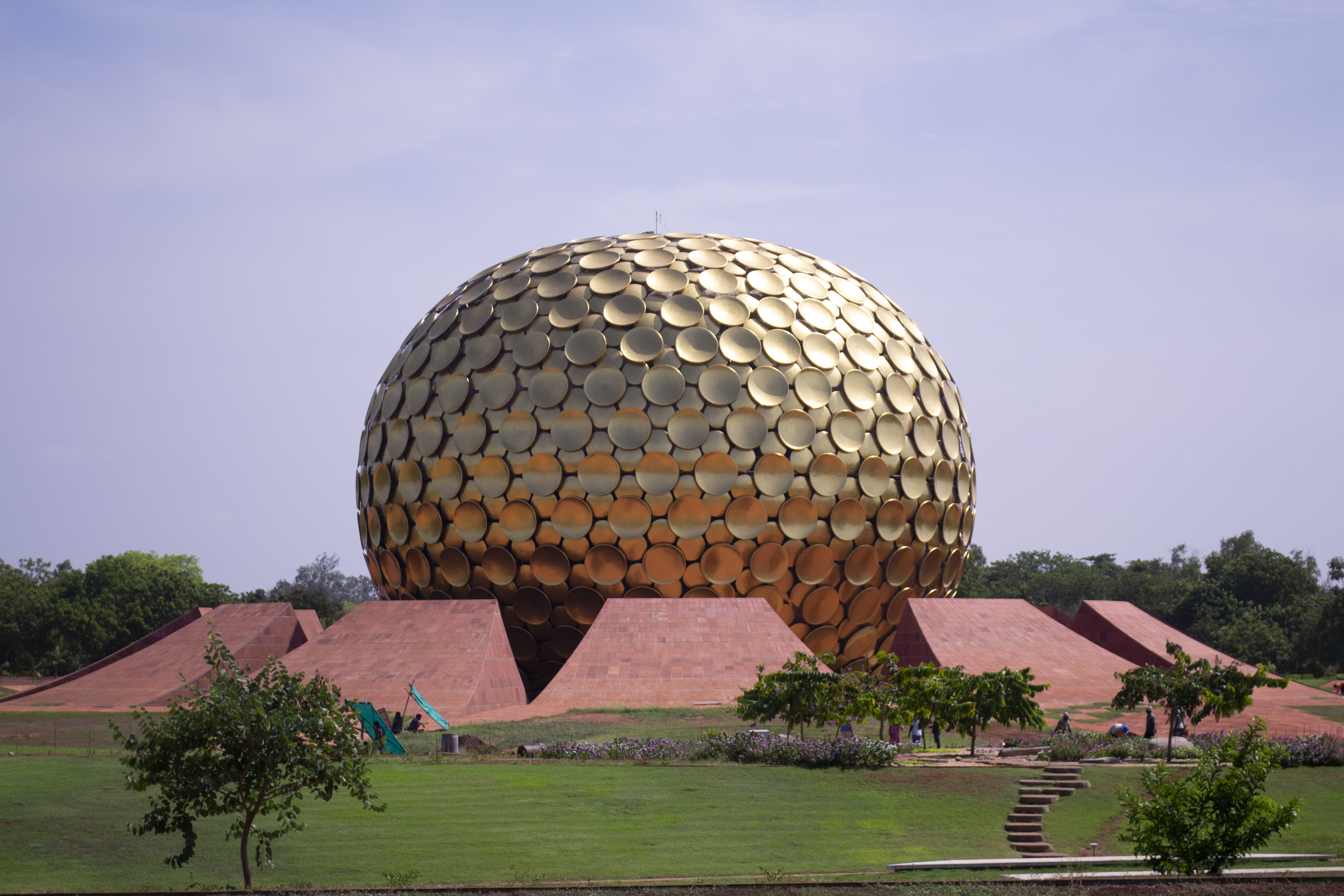
Auroville

## Auroville
Bereits zu Lebzeiten Aurobindos soll die Idee entstanden sein, eine universelle Stadt zu gründen, die keinem Staat und keiner Regierung verpflichtet sein sollte. Mirra verfolgte diese Idee nach dem Tod Aurobindos weiter, und es gelang ihr, den französischen Architekten und Ehemann ihrer Enkelin, Roger Anger, für die Planung zu gewinnen. Versuche, Land für das Projekt zu erwerben, schlugen jedoch zunächst fehl. Dann aber wurden vom Ashram Grundstücke erworben, die rund 20 km nördlich von Puducherry liegen. Hier fanden am 28. Februar 1968 die Einweihungsfeierlichkeiten für Auroville statt. Im Zentrum dieser Stadt, die einmal 50.000 Einwohner beherbergen soll, befindet sich ein Tempel, das von Mirra entworfene Matrimandir (ind. Tempel der Mutter). Nach dem Tode der Mutter am 17. November 1973 brach allerdings ein heftiger Konflikt zwischen Teilen des Ashrams und den Bewohnern von Auroville aus: Die kaufmännische Seite des Ashrams beanspruchte auch die organisatorische Führung und Leitung der Aufbauarbeiten in Auroville. Es kam schließlich zu einem Rechtsstreit, der zu Ungunsten des Ashrams entschieden wurde.

## Schüler
Von den Mitgliedern des Ashrams wurden u. a. Satprem, Sujata Nahar und Pavitra besonders bekannt.
Pavitra (Philippe Barbier Saint-Hilaire; * 1894 in Paris; † 16. Mai 1969 in Puducherry) war einer der ersten Schüler Aurobindos und der Mutter. Er war Ingenieur, hatte im Ersten Weltkrieg als Offizier der Artillerie die Grausamkeiten des Kriegs kennengelernt und sich nach diesen Erfahrungen auf die Suche nach den spirituellen Wahrheiten Asiens aufgemacht. 1925 kam er nach Puducherry. Sri Aurobindo nahm ihn als Schüler an und gab ihm den Namen Pavitra, (d. h. „fromm, heilig, klar“). 1951 wurde er Direktor der neu gegründeten Sri Aurobindo International University sowie Sekretär des Sri Aurobindo Ashrams. Ein Teil seiner Aufzeichnungen von Gesprächen mit der Mutter und Sri Aurobindo aus den Jahren 1925 bis 1926 wurde 1972 unter dem Titel Conversation avec Pavitra veröffentlicht.

### Werke Mira Alfassas (Auswahl)
- Für die folgenden Ausgaben aus unterschiedlichen Verlagen wird zum leichteren Vergleich die Bandzählung aus der englischen Centenary Edition übernommen. Die Zusammenstellung entspricht, soweit ins Deutsche übersetzt, somit den Collected Works of the Mother in der Centenary Edition (Gesammelte Werke in der Jahrhundert-Ausgabe):
  - Die Mutter:
    - Gebete und Meditationen, (entspricht Bd. 1), Herausgabe und Übersetzung von Peter Steiger, Sri Aurobindo Ashram Trust, Puducherry 1974
    - Gespräche 1929, (entspricht Bd. 3, dort 1929), Übersetzung: Peter Steiger, Copyright: Sri Aurobindo Ashram Trust, Verlag: SABDA, Puducherry 1976
    - Gespräche 1930-31, (entspricht Bd. 3, dort 1930–31), Übersetzung: Peter Steiger, Copyright: Sri Aurobindo Ashram Trust, Verlag: SABDA, Puducherry 1976
    - Gespräche 1950–1951, (entspricht Bd. 4), Mirapuri-Verlag, Planegg 1985, ISBN 3-922800-21-1
    - Gespräche 1953, (entspricht Bd. 5), Mirapuri-Verlag, Gauting 1994, ISBN 3-922800-53-X
    - Gespräche 1954, (entspricht Bd. 6), Mirapuri-Verlag, Gauting 1996, ISBN 3-922800-60-2
    - Gespräche 1955, (entspricht Bd. 7), Mirapuri-Verlag, Gauting 1999, ISBN 3-922800-70-X
    - Gespräche 1956, (entspricht Bd. 8), Mirapuri-Verlag, Planegg 1987, ISBN 3-922800-28-9
    - Gespräche 1957, (entspricht Bd. 9, dort 1957), Mirapuri-Verlag, Planegg 1989, ISBN 3-922800-34-3
    - Gespräche 1958, (entspricht Bd. 9, dort 1958), Mirapuri-Verlag, Planegg 1990, ISBN 3-922800-36-X
    - Sri Aurobindo: Gedanken und Aphorismen mit Erläuterungen der Mutter, (entspricht Bd. 10), Übersetzung: Hans Peter Steiger, Copyright: Sri Aurobindo Ashram Trust, Verlag: Sri Aurobindo Ashram, Publication Department, Puducherry 1979
    - Auf dem Weg notiert - Gespräche 1964–1973, (entspricht Bd. 11), Übersetzung: Achim Brockhaus und Hans Peter Steiger, Copyright: Sri Aurobindo Ashram Trust, Verlag: Sri Aurobindo Ashram, Publication Department, Puducherry 1992, ISBN 81-7058-296-2

- Mutters Agenda, Schriftliche Wiedergabe der auf Tonband aufgezeichneten Gespräche mit Satprem aus den Jahren 1951 bis 1973, 13-bändig, Vertrieb: Verlag W. Huchzermeyer

- Einzelausgaben:
  - Mira Alfassa: Die Mutter über Auroville, Auropublications (Hrsg.), Sri Aurobindo Ashram Trust, Puducherry 1978

### Sekundärliteratur

#### Titel in deutscher Sprache
- Christiane Willers: Die Aurobindo-Bewegung. Bestandsaufnahme und Strukturen in feldtheoretischer Perspektive. (Dissertation Univ. Tübingen 1987; Europäische Hochschulschriften 23/332) Lang, Frankfurt am Main (u. a.) 1988, ISBN 3-8204-1179-8

##### Biographien über Mira Alfassa/(Die Mutter)
- Wilfried Huchzermeyer: Die Mutter – Eine Kurzbiographie. (edition-sawitri.de / Karlsruhe) ISBN 3-931172-18-X
- Sujata Nahar: Sechsteilige Biographie, Übersetzung aus dem Englischen: Hans-R. Höhener, Aquamarin-Verlag, Grafing:
  - Bd. 1: Mutters Chronik – Mirra, 1995, ISBN 3-89427-066-7
  - Bd. 2: Mutters Chronik – Mirra Die Künstlerin, 1996, ISBN 3-89427-080-2
  - Bd. 3: Mutters Chronik – Mirra Die Okkultistin, 1996, ISBN 3-89427-081-0
  - Bd. 4: Mutters Chronik – Mirra – Sri Aurobindo, 1997, ISBN 3-89427-094-2
  - Bd. 5: Mutters Chronik – Mirra begegnet dem Revolutionär, 2000, ISBN 3-89427-159-0
  - Bd. 6: Mutters Chronik – Mirra in Südindien, 2007, ISBN 978-3-89427-375-0
- Satprem: Dreiteilige Biographie, Übersetzung aus dem Französischen, Verlag Hinder + Deelmann, Gladenbach (Hessen):
  - Bd. 1: Mutter oder Der göttliche Materialismus, übers. von Anita Reichle, 1992, ISBN 3-87348-149-9
  - Bd. 2: Mutter oder Die neue Spezies, übers. von Anita Reichle und Robert Imhoff, 1993, ISBN 3-87348-154-5
  - Bd. 3: Mutter oder Die Mutation des Todes, übers. von Cay Hehner, 1994, ISBN 3-87348-155-3

- Georges van Vrekhem: Über den Menschen hinaus – Leben und Werk von Sri Aurobindo und Mutter, Dt. Übers. v. Ellen Tessloff, Aquamarin Vlg., Grafing 2014, ISBN 978-3-89427-678-2 (engl. OA: Beyond Man – The Life and Work of Sri Aurobindo and The Mother, HarperCollins Publishers India, New Delhi 1999, ISBN 81-7223-327-2).  Doppelbiographie auf der Basis der bis 1999 neu hinzugekommenen und freigegebenen Quellen. Leben und Werk werden in biographischem, politischem, philosophischem und yogischem Kontext gesehen.

##### Einzeltitel mit Bezug auf Werk und Wirkung Mira Alfassas
- Sri Aurobindo: Die Offenbarung des Supramentalen, Puducherry 1948
- Sri Aurobindo: Die Mutter – Mit Briefen über die Mutter, übers. v. Th. Karnasch u. A. Bitzos, Sri Aurobindo Ashram, Pondicherry 2014, ISBN 978-81-7058-971-6
- Otto Wolf: Sri Aurobindo, Rowohlt, Reinbek 1967, ISBN 3-499-50121-X
- Satprem: Sri Aurobindo oder das Abenteuer des Bewusstseins, Otto Wilhelm Barth-Verlag, München 1973, ISBN 3-87041-229-1
- Sri Aurobindo: Gespräche über den Yoga, Bd. 1–3, Puducherry 1977
- Sri Aurobindo: Savitri – Legende und Sinnbild, Hinder + Deelmann, Gladenbach 1985, ISBN 3-87348-119-7
- Satprem: Mutter – Notizen aus dem Labor 1950–1973, Zusammenfassung Mutters Agenda, Hinder + Deelmann, Gladenbach 1992, ISBN 3-910083-00-5
- Maggi Lidchi-Grassi: Das Licht, das in den Abgrund schien, Sri Aurobindo Ashram Press, 1994, ISBN 81-7058-517-1
- Satprem: Evolution II, Hinder + Deelmann, 1996